# Liste der Stolpersteine in Isernhagen

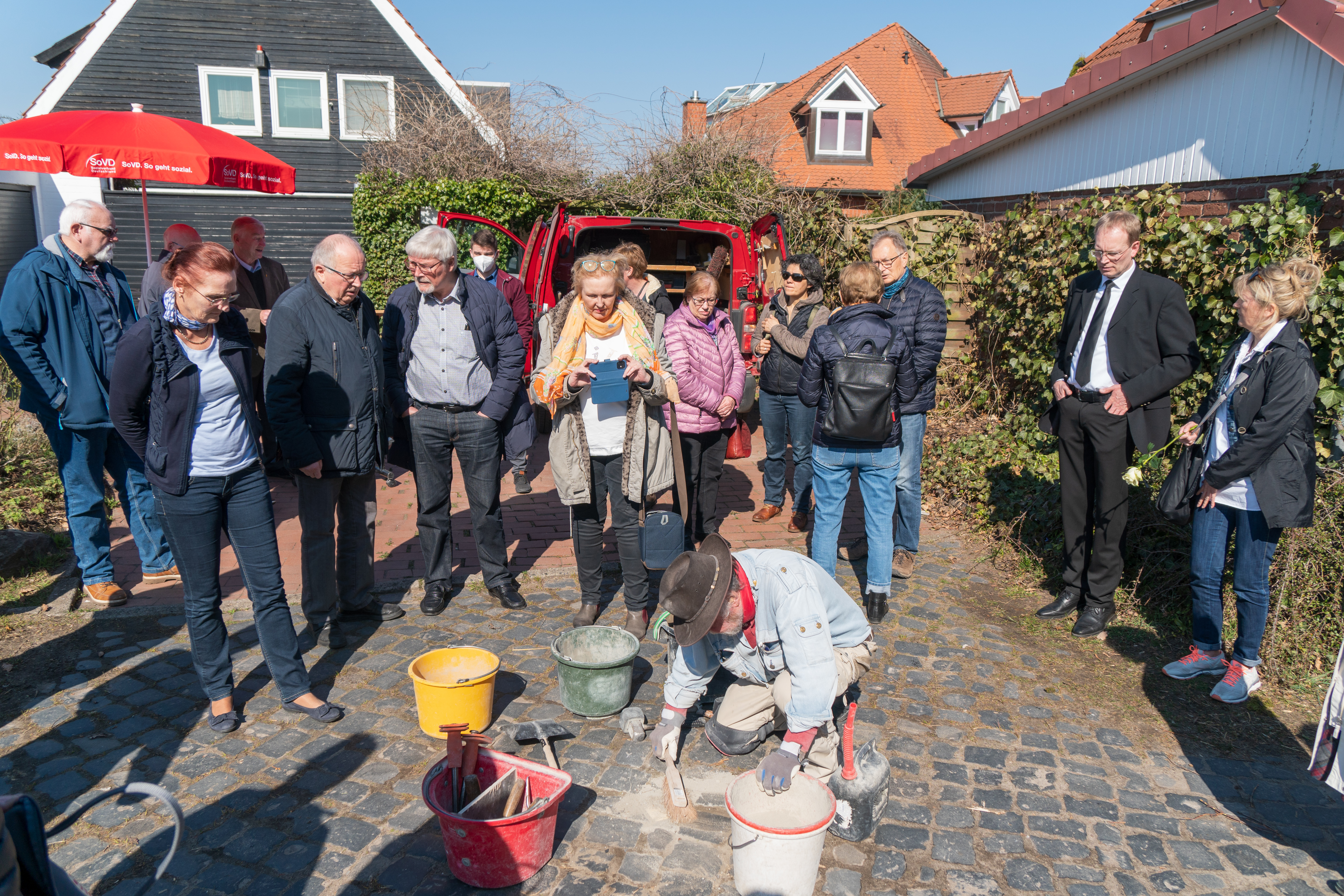
Verlegung eines Stolpersteins am 23. März 2022

In der Liste der Stolpersteine in Isernhagen werden die vorhandenen Gedenksteine aufgeführt, die im Rahmen des Projektes Stolpersteine des Künstlers Gunter Demnig in Isernhagen verlegt worden sind. Bisher wurde ein Stolperstein verlegt. Die Verlegung erfolgte am 23. März 2022.

## Verlegte Stolpersteine
| Bild | Inschrift, Name | Adresse                  | Anmerkung |
| ---- | --- | ------------------------ | --- |
|      | HIER WOHNTE FRIEDRICH DAPS JG. 1932 EINGEWIESEN 9.10.1941 PFLEGEANSTALT LÜNEBURG ’KINDERFACHABTEILUNG’ ERMORDET 21.3.1942 | Dorfstraße 82 (Standort) | Der Stolperstein für Friedrich Daps wurde am Grundstück seines Elternhauses verlegt. Friedrich Daps ist Opfer der „Kinder-Euthanasie“. |